# Los Reyes, Colima
Los Reyes är en ort i Mexiko.   Den ligger i kommunen Armería och delstaten Colima, i den södra delen av landet, 500 km väster om huvudstaden Mexico City. Los Reyes ligger 13 meter över havet och antalet invånare är 554.
Terrängen runt Los Reyes är kuperad åt nordost, men åt sydväst är den platt. Runt Los Reyes är det ganska tätbefolkat, med 54 invånare per kvadratkilometer. Närmaste större samhälle är Armeria, 11,5 km öster om Los Reyes.